# Closterocerus germanicus
Closterocerus germanicus är en stekelart som först beskrevs av Erdös 1956.  Closterocerus germanicus ingår i släktet Closterocerus, och familjen finglanssteklar. Arten är reproducerande i Sverige.